# Saison 2024-2025 de l'Aston Villa FC
 (juillet 2025).
Chronologie
Saison précédente Saison suivante
La saison 2024-2025 d'Aston Villa est la cent-cinquantième saison du club et la trentième saison du club en première division. Cette saison le club est engagé dans les compétitions nationales anglaises en Premier League, en FA Cup et en EFL Cup. Grâce à sa 4e place en championnat la saison passée, le club disputera la Ligue des Champions.

## Transferts

### Transferts estivaux
| Nom                 | Nationalité | Poste            | Transfert              | Provenance/Destination   | Division           |
| Arrivées            |             |                  |                        |                          |                    |
| Amadou Onana        | Belgique    | Attaquant        | Transfert (59,35M d'€) | Everton FC               | Premier League     |
| Ian Maatsen         | Pays-Bas    | Défenseur gauche | Transfert (44,5M d'€)  | Chelsea FC               | Premier League     |
| Cameron Archer      | Angleterre  | Attaquant        | Transfert (16,65M d'€) | Sheffield United FC      | Premier League     |
| Jaden Philogene     | Angleterre  | Attaquant        | Transfert (16M d'€)    | Hull City                | EFL Championship   |
| Samuel Iling-Junior | Angleterre  | Attaquant        | Transfert (14M d'€)    | Juventus FC              | Serie A            |
| Lewis Dobbin        | Angleterre  | Attaquant        | Transfert (11,8M d'€)  | Everton FC               | Premier League     |
| Enzo Barrenechea    | Argentine   | Milieu           | Transfert (8M d'€)     | Juventus FC              | Serie A            |
| Ross Barkley        | Angleterre  | Milieu           | Transfert (5,9M d'€)   | Luton Town               | EFL Championship   |
| Filip Marschall     | Angleterre  | Gardien          | Retour de prêt         | Milton Keynes Dons FC    | League Two         |
| Viljami Sinisalo    | Finlande    | Gardien          | Retour de prêt         | Exeter City              | League One         |
| Kosta Nedeljković   | Serbie      | Défenseur droit  | Retour de prêt         | Étoile rouge de Belgrade | SuperLiga          |
| Kaine Kesler-Hayden | Angleterre  | Défenseur        | Retour de prêt         | Plymouth Argyle          | EFL Championship   |
| Lino Sousa          | Angleterre  | Défenseur gauche | Retour de prêt         | Plymouth Argyle          | EFL Championship   |
| Leander Dendoncker  | Belgique    | Milieu           | Retour de prêt         | SSC Napoli               | Serie A            |
| Morgan Sanson       | France      | Milieu           | Retour de prêt         | OGC Nice                 | Ligue 1            |
| Philippe Coutinho   | Brésil      | Milieu offensif  | Retour de prêt         | Al-Duhail SC             | Qatar Stars League |
| Départs             |             |                  |                        |                          |                    |
| Moussa Diaby        | France      | Attaquant        | Transfert (60M d'€)    | Al-Ittihad               | Saudi Pro League   |
| Douglas Luiz        | Brésil      | Milieu           | Transfert (51,5M d'€)  | Juventus FC              | Serie A            |
| Cameron Archer      | Angleterre  | Attaquant        | Transfert (17,60M d'€) | Southampton FC           | Premier League     |
| Tim Iroegbunam      | Angleterre  | Milieu           | Transfert (10,70M d'€) | Everton FC               | Premier League     |
| Morgan Sanson       | France      | Milieu           | Transfert (4M d'€)     | OGC Nice                 | Ligue 1            |
| Viljami Sinisalo    | Finlande    | Gardien          | Transfert (1,20M d'€)  | Celtic Glasgow           | Premiership        |
| Calum Chambers      | Angleterre  | Défenseur        | Fin de contrat         | Cardiff City             | Championship       |
| Álex Moreno         | Espagne     | Défenseur gauche | Prêt                   | Nottingham Forest        | Premier League     |
| Philippe Coutinho   | Brésil      | Milieu offensif  | Prêt                   | Vasco da Gama            | Brasileirão        |
| Lewis Dobbin        | Angleterre  | Attaquant        | Prêt                   | West Bromwich Albion     | EFL Championship   |
| Kaine Kesler-Hayden | Angleterre  | Défenseur        | Prêt                   | Preston North End        | EFL Championship   |
| Lino Sousa          | Angleterre  | Défenseur gauche | Prêt                   | Bristol Rovers           | League One         |
| Filip Marschall     | Angleterre  | Gardien          | Prêt                   | Crewe Alexandra          | League Two         |
| Nicolò Zaniolo      | Italie      | Milieu offensif  | Retour de prêt         | Galatasaray SK           | Süper Lig          |
| Clément Lenglet     | France      | Défenseur        | Retour de prêt         | FC Barcelone             | LaLiga             |

### Transferts hivernaux
| Nom                 | Nationalité | Poste           | Transfert              | Provenance/Destination | Division         |
| Arrivées            |             |                 |                        |                        |                  |
| Donyell Malen       | Pays-Bas    | Attaquant       | Transfert (25M d'€)    | Borussia Dortmund      | Bundesliga       |
| Andrés García       | Espagne     | Attaquant       | Transfert (7M d'€)     | Levante UD             | LaLiga2          |
| Axel Disasi         | France      | Défenseur       | Prêt (6M d'€)          | Chelsea FC             | Premier League   |
| Marcus Rashford     | Angleterre  | Attaquant       | Prêt                   | Manchester United      | Premier League   |
| Marco Asensio       | Espagne     | Milieu offensif | Prêt                   | Paris Saint-Germain    | Ligue 1          |
| Samuel Iling-Junior | Angleterre  | Attaquant       | Retour de prêt         | Bologne FC             | Serie A          |
| Lewis Dobbin        | Angleterre  | Attaquant       | Retour de prêt         | West Bromwich Albion   | EFL Championship |
| Départs             |             |                 |                        |                        |                  |
| Jhon Durán          | Colombie    | Attaquant       | Transfert (77M d'€)    | Al-Nassr               | Saudi Pro League |
| Jaden Philogene     | Angleterre  | Attaquant       | Transfert (23,7M d'€)  | Ipswich Town           | Premier League   |
| Diego Carlos        | Brésil      | Défenseur       | Transfert (11,47M d'€) | Fenerbahçe SK          | Süper Lig        |
| Emiliano Buendía    | Argentine   | Milieu offensif | Prêt                   | Bayer Leverkusen       | Bundesliga       |
| Samuel Iling-Junior | Angleterre  | Attaquant       | Prêt                   | Middlesbrough          | EFL Championship |
| Kosta Nedeljković   | Serbie      | Défenseur droit | Prêt                   | RB Leipzig             | Bundesliga       |
| Lewis Dobbin        | Angleterre  | Attaquant       | Prêt                   | Norwich City           | EFL Championship |
| Joe Gauci           | Australie   | Gardien         | Prêt                   | Barnsley FC            | League One       |

## Effectif professionnel

### Joueurs prêtés
Le tableau suivant liste les joueurs en prêts pour la saison 2023-2024.

## Compétitions

### Premier League
La Premier League est la 126e édition du Championnat d'Angleterre de football. La division oppose vingt clubs en une série de trente-huit rencontres.

#### Classement et statistiques
| Rang | Équipe                 | Pts | J  | G  | N  | P  | Bp | Bc | Diff | Qualification ou relégation                                    |
| ---- | ---------------------- | --- | -- | -- | -- | -- | -- | -- | ---- | -------------------------------------------------------------- |
| 4    | Chelsea FC C4 CDM      | 69  | 38 | 20 | 9  | 9  | 64 | 43 | +21  | Qualification pour la phase de ligue de la Ligue des champions |
| 5    | Newcastle United L     | 66  | 38 | 20 | 6  | 12 | 68 | 47 | +21  | Qualification pour la phase de ligue de la Ligue des champions |
| 6    | Aston Villa            | 66  | 38 | 19 | 9  | 10 | 58 | 51 | +7   | Qualification pour la phase de ligue de la Ligue Europa        |
| 7    | Nottingham Forest      | 65  | 38 | 19 | 8  | 11 | 58 | 46 | +12  | Qualification pour la phase de ligue de la Ligue Europa        |
| 8    | Brighton & Hove Albion | 61  | 38 | 16 | 13 | 9  | 66 | 59 | +7   |                                                                |

### Ligue des Champions
Aston Villa est qualifié pour la phase de ligue de la Ligue des champions de l'UEFA 2024-2025.

### FA Cup
La FA Cup 2024-2025 est la 144e édition de la Coupe d'Angleterre de football.

### Carabao Cup
La Carabao Cup 2024-2025 est la 65e édition de la Coupe de la Ligue anglaise de football.